# Get the Picture?
Get the Picture? – czwarty album studyjny zespołu Smash Mouth wydany 5 sierpnia 2003 roku na całym świecie. Singlem promującym album był utwór "You Are My Number One" napisany przez Neila Diamonda. Utwór "Hang On" znalazł się na soundtracku do filmu "Kot" (ang. The Cat In The Hat), zaś utwór "Hot" pojawił się w ścieżce dźwiękowej do gry komputerowej pt. Hot Wheels World Race.
Pomimo tego, że płyta była przymierzana jako wielki hit komercyjny, został niemal niezauważony przez media, czego dowodem może być mniej niż 40 000 sprzedanych kopii na całym świecie (Astro Lounge dla porównania rozeszło się w ponad 3 milionach egzemplarzy).

## Lista utworów[1]
1. "Hang On" – 2:53
2. "Always Get Her Way" – 3:12
3. "You Are My Number One" – 2:32
4. "Whole Lotta Love" – 3:21
5. "Space Man" – 4:14
6. "Hot" – 2:31
7. "Looking For A Wall" – 3:18
8. "Seventh Grade Dance" (Camp) – 3.30
9. "105" (Camp) – 3:31
10. "Fun" (Camp) – 2:39
11. "New Planet" – 2:17
12. "You Are My Number One (Radio Remix)" – 2:32

### Utwory bonusowe
1. "Get the Picture?" - 2:59 (pojawił się jako utwór bonusowy w brytyjskiej i japońskiej wersji albumu.)
2. "Spooky Thing" with George Clinton - 3:37 (ft. George Clinton, pojawił się w japońskiej wersji albumu.)
3. "Boulevard" (Camp) - 4:19 (pojawił się w japońskiej wersji albumu.)